# 斯塔夫羅波爾省
斯塔夫羅波爾省（Ставропольская губерния）是俄羅斯帝國的一個省。成立於1796年。為今日斯塔夫羅波爾邊疆區的前身。
面積60,600平方公里，1897年人口873,301人。首府斯塔夫羅波爾，下分四縣。